# Shanghai Open 2003 - Qualificazioni singolare
Le qualificazioni del singolare  dello  Shanghai Open 2003 sono state un torneo di tennis preliminare per accedere alla fase finale della manifestazione. I vincitori dell'ultimo turno sono entrati di diritto nel tabellone principale. In caso di ritiro di uno o più giocatori aventi diritto a questi sono subentrati i lucky loser, ossia i giocatori che hanno perso nell'ultimo turno ma che avevano una classifica più alta rispetto agli altri partecipanti che avevano comunque perso nel turno finale.
Le qualificazioni del torneo Shanghai Open 2003 prevedevano 32 partecipanti di cui 4 sono entrati nel tabellone principale.

## Teste di serie
1. Jan Vacek (Qualificato)
2. Peter Luczak (ultimo turno)
3. Björn Phau (Qualificato)
4. Alex Kim (Qualificato)

1. Cecil Mamiit (Qualificato)
2. Takao Suzuki (ultimo turno)
3. Satoshi Iwabuchi (ultimo turno)
4. Tejmuraz Gabašvili (ultimo turno)

## Qualificati
1. Jan Vacek
2. Cecil Mamiit

1. Björn Phau
2. Alex Kim

## Tabellone

### Legenda
| - Q = Qualificato - WC = Wild card - LL = Lucky loser | - ALT = Alternate - SE = Special Exempt - PR = Protected Ranking | - w/o = Walkover - r = Ritirato - d = Squalificato |

### Sezione 1
|  | Primo turno      | Primo turno      | Primo turno      | Primo turno | Primo turno |  |  | Secondo turno | Secondo turno  | Secondo turno | Secondo turno | Secondo turno |   |    | Ultimo turno | Ultimo turno | Ultimo turno | Ultimo turno | Ultimo turno |  |
|  |                  |                  |                  |             |             |  |  |               |                |               |               |               |   |    |              |              |              |              |              |  |
|  |                  |                  |                  |             |             |  |  |               |                |               |               |               |   |    |              |              |              |              |              |  |
|  |                  |                  |                  |             |             |  |  | 1             | Jan Vacek      | Jan Vacek     | 6             | 6             |   |    |              |              |              |              |              |  |
|  | Atsuo Ogawa      | Atsuo Ogawa      | Atsuo Ogawa      | 6           | 6           |  |  |               | Atsuo Ogawa    | Atsuo Ogawa   | 1             | 1             |   |    |              |              |              |              |              |  |
|  | Bo Zhang         | Bo Zhang         | Bo Zhang         | 1           | 1           |  |  |               |                |               |               |               |   |    | 1            | Jan Vacek    | Jan Vacek    | 6            | 7            |  |
|  | Thomas Shimada   | Thomas Shimada   | Thomas Shimada   | 6           | 6           |  |  |               |                | 6             | Takao Suzuki  | Takao Suzuki  | 4 | 68 |              |              |              |              |              |  |
|  | Akihiro Nakagawa | Akihiro Nakagawa | Akihiro Nakagawa | 0           | 1           |  |  |               | Thomas Shimada | 3             | 6             | 3             |   |    |              |              |              |              |              |  |
|  |                  |                  |                  |             |             |  |  | 6             | Takao Suzuki   | 6             | 4             | 6             |   |    |              |              |              |              |              |  |
|  |                  |                  |                  |             |             |  |  |               |                |               |               |               |   |    |              |              |              |              |              |  |

### Sezione 2
|  | Primo turno      | Primo turno      | Primo turno      | Primo turno | Primo turno |  |  | Secondo turno | Secondo turno    | Secondo turno    | Secondo turno | Secondo turno |   |   | Ultimo turno | Ultimo turno | Ultimo turno | Ultimo turno | Ultimo turno |  |
|  |                  |                  |                  |             |             |  |  |               |                  |                  |               |               |   |   |              |              |              |              |              |  |
|  |                  |                  |                  |             |             |  |  |               |                  |                  |               |               |   |   |              |              |              |              |              |  |
|  |                  |                  |                  |             |             |  |  | 2             | Peter Luczak     | Peter Luczak     | 6             | 6             |   |   |              |              |              |              |              |  |
|  | Jun Kato         | Jun Kato         | 6                | 1           | 6           |  |  |               | Jun Kato         | Jun Kato         | 4             | 2             |   |   |              |              |              |              |              |  |
|  | Toshiaki Sakai   | Toshiaki Sakai   | 3                | 6           | 1           |  |  |               |                  |                  |               |               |   |   | 2            | Peter Luczak | Peter Luczak | 3            | 4            |  |
|  | Toshihide Matsui | Toshihide Matsui | Toshihide Matsui | 6           | 6           |  |  |               |                  | 5                | Cecil Mamiit  | Cecil Mamiit  | 6 | 6 |              |              |              |              |              |  |
|  | Bunya Ozaki      | Bunya Ozaki      | Bunya Ozaki      | 2           | 2           |  |  |               | Toshihide Matsui | Toshihide Matsui | 0             | 1             |   |   |              |              |              |              |              |  |
|  |                  |                  |                  |             |             |  |  | 5             | Cecil Mamiit     | Cecil Mamiit     | 6             | 6             |   |   |              |              |              |              |              |  |
|  |                  |                  |                  |             |             |  |  |               |                  |                  |               |               |   |   |              |              |              |              |              |  |

### Sezione 3
|  | Primo turno       | Primo turno       | Primo turno       | Primo turno | Primo turno |  |  | Secondo turno | Secondo turno    | Secondo turno    | Secondo turno    | Secondo turno |    |   | Ultimo turno | Ultimo turno | Ultimo turno | Ultimo turno | Ultimo turno |  |
|  |                   |                   |                   |             |             |  |  |               |                  |                  |                  |               |    |   |              |              |              |              |              |  |
|  |                   |                   |                   |             |             |  |  |               |                  |                  |                  |               |    |   |              |              |              |              |              |  |
|  |                   |                   |                   |             |             |  |  | 3             | Björn Phau       | Björn Phau       | 6                | 6             |    |   |              |              |              |              |              |  |
|  | Kentaro Masuda    | Kentaro Masuda    | Kentaro Masuda    | 6           | 6           |  |  |               | Kentaro Masuda   | Kentaro Masuda   | 1                | 3             |    |   |              |              |              |              |              |  |
|  | Jian Li           | Jian Li           | Jian Li           | 2           | 1           |  |  |               |                  |                  |                  |               |    |   | 3            | Björn Phau   | 5            | 7            | 6            |  |
|  | Brandon Coupe     | Brandon Coupe     | Brandon Coupe     | 6           | 6           |  |  |               |                  | 7                | Satoshi Iwabuchi | 7             | 65 | 0 |              |              |              |              |              |  |
|  | Shinsuke Fukuhara | Shinsuke Fukuhara | Shinsuke Fukuhara | 1           | 0           |  |  |               | Brandon Coupe    | Brandon Coupe    | 1                | 0             |    |   |              |              |              |              |              |  |
|  |                   |                   |                   |             |             |  |  | 7             | Satoshi Iwabuchi | Satoshi Iwabuchi | 6                | 6             |    |   |              |              |              |              |              |  |
|  |                   |                   |                   |             |             |  |  |               |                  |                  |                  |               |    |   |              |              |              |              |              |  |

### Sezione 4
|  | Primo turno | Primo turno        | Primo turno | Primo turno | Primo turno |  |  | Secondo turno | Secondo turno      | Secondo turno      | Secondo turno      | Secondo turno      |   |   | Ultimo turno | Ultimo turno | Ultimo turno | Ultimo turno | Ultimo turno |  |
|  |             |                    |             |             |             |  |  |               |                    |                    |                    |                    |   |   |              |              |              |              |              |  |
|  |             |                    |             |             |             |  |  |               |                    |                    |                    |                    |   |   |              |              |              |              |              |  |
|  |             |                    |             |             |             |  |  | 4             | Alex Kim           | Alex Kim           | 6                  | 6                  |   |   |              |              |              |              |              |  |
|  | Yu Jr. Wang | Yu Jr. Wang        | Yu Jr. Wang | 6           | 6           |  |  |               | Yu Jr. Wang        | Yu Jr. Wang        | 3                  | 3                  |   |   |              |              |              |              |              |  |
|  | Xin Gao     | Xin Gao            | Xin Gao     | 2           | 0           |  |  |               |                    |                    |                    |                    |   |   | 4            | Alex Kim     | Alex Kim     | 6            | 6            |  |
|  | Todd Perry  | Todd Perry         | Todd Perry  | 7           | 6           |  |  |               |                    | 8                  | Tejmuraz Gabašvili | Tejmuraz Gabašvili | 4 | 2 |              |              |              |              |              |  |
|  | Diego Ayala | Diego Ayala        | Diego Ayala | 68          | 3           |  |  |               | Todd Perry         | Todd Perry         | 68                 | 1                  |   |   |              |              |              |              |              |  |
|  | 8           | Tejmuraz Gabašvili | 3           | 7           | 7           |  |  | 8             | Tejmuraz Gabašvili | Tejmuraz Gabašvili | 7                  | 6                  |   |   |              |              |              |              |              |  |
|  |             | Peng Sun           | 6           | 68          | 5           |  |  |               |                    |                    |                    |                    |   |   |              |              |              |              |              |  |